# 小松市立安宅中学校
小松市立安宅中学校（こまつしりつ あたかちゅうがっこう）は、石川県小松市安宅町安宅林にある公立中学校である。

## 沿革
元は小松市立丸内中学校の安宅教場だったが、同教場は1963年に閉鎖。生徒は1978年まで小松市立芦城中学校と小松市立丸内中学校に通っていた。同校の生徒数増加に伴い、独立校として改めて開校した。このため当校では、設立年を1978年としている。航空自衛隊小松飛行場が近いため、法律に基づき校舎を防音構造としている。
年表
- 1978年（昭和53年）4月1日 - 開校。
- 1978年  (昭和53年）7月 - 屋外プール完成。
- 1980年（昭和55年） - 運動場フェンス工事完成。
- 1985年（昭和60年）3月 - 防音講堂完成。
- 2007年（平成19年）2月 - 運動場夜間照明設備設置。
- 2007年（平成19年） - 設立30周年。
- 2012年   (平成24年)  耐震改修工事完了。
- 2014年   (平成26年)  屋外プール改修工事完了。

## 部活動
野球部
- 2006年（平成18年）第7回石川県中学校野球選手権大会に出場。（初出場）
- 2008年（平成20年）第9回石川県中学校野球選手権大会に出場。（2年ぶり2回目）
- 2009年（平成21年）小松市中学校新人大会・軟式野球競技　初優勝。
- 2009年（平成21年）第10回石川県中学校野球選手権大会に出場。（2年連続3回目）
- 2021年（令和3年）小松市春季体育大会準優勝
- 2021年（令和3年）石川県中学校野球選手大会に出場。

## 通学区域
小松市立安宅小学校の通学区域と同じ。
- 小松市 安宅町、安宅新町、浮柳町、草野町、小島町、工業団地、下牧町（ニ・ホ＝前川町）、鶴ケ島町、長崎町、羽衣町、浜佐美本町、坊丸町、義仲町

## 周辺
- 小松市立安宅小学校 - 北隣。細い道と、橋を挟んで向かい合っている。
- 牧保育園
- 安宅保育園
- 安宅の関址
- 勧進帳ものがたり館
- 安宅住吉神社
- 安宅漁港
- 梯川
- 安宅海浜公園
- 小松空港
- 航空自衛隊小松基地
- 石川県立航空プラザ
- 北陸自動車道小松IC
- 北陸自動車道安宅SIC(ETC専用)
- 小松工業団地

## 出身者
- 渡辺美里（歌手）
- 豊田陽平（サッカー選手、ツエーゲン金沢所属）[3]

## 交通
- JR西日本小松駅から西北西へ3km
- 北鉄加賀バス（旧・小松バス）安宅線 木曽町にて下車
- 北陸自動車道小松ICから梯川を渡って1km